# Operacja Shingle
Operacja Shingle (ang.: żwir) – nazwa rozpoczętego 22 stycznia 1944 roku lądowania aliantów w okolicach miasta Anzio w czasie kampanii włoskiej. Dowódcą wojsk alianckich był generał John Lucas, zamierzeniem operacji było obejście umocnień linii Gustawa i otwarcie drogi do Rzymu. Operacje wojskowe przeprowadzone po lądowaniu określane są zazwyczaj jako bitwa pod Anzio.

## Tło historyczne
Po udanych lądowaniach aliantów w Kalabrii, Tarencie i Salerno na początku września 1943, i po kapitulacji Włoch w tym samym miesiącu, siły niemieckie szybko rozbroiły swoich byłych sprzymierzeńców i zaczęły się powoli wycofywać w kierunku północnym. Sprawnie dowodzone wojska niemieckie, opierając się na dwóch improwizowanych liniach obrony prowadziły działania opóźniające ofensywę aliancką przygotowując w tym czasie linię Gustawa – silnie umocniony i trudny do zdobycia pas umocnień obronnych przebiegający w najwęższym miejscu Półwyspu Apenińskiego z masywem Monte Cassino z górującym nad wzniesieniem klasztorem Benedyktynów, który stanowił kluczową pozycję. Feldmarszałek Luftwaffe Albert Kesselring, któremu 6 listopada 1943 powierzono dowodzenie wszystkimi siłami niemieckimi we Włoszech, obiecał Hitlerowi utrzymanie tej linii przez przynajmniej sześć miesięcy.
Usytuowane w silnych pozycjach obronnych, w terenie, który wyraźnie sprzyjał obrońcom i w którym niemal niemożliwe było wykorzystanie sił pancernych, wojska Kesselringa bez trudu odparły serię uderzeń wojsk alianckich w okresie od października 1943 do stycznia 1944.
Pomysł z desantem za linią frontu w pobliżu Rzymu narodził się pod koniec 1943. Ofensywa w kierunku Salerno przesuwała się bardzo powoli z powodu złej pogody, fatalnego terenu i coraz twardszej obrony niemieckiej. Alianccy planiści zaczęli szukać nowego pomysłu na przerwanie linii frontu. Po udanym brytyjskim lądowaniu pod Termoli na początku października zaczęto planować podobną operację (ale na większą skalę), w wyniku której przerwaniu uległyby niemieckie linie zaopatrzenia i co pozwoliłoby na obejście głównej linii obrony. Na początku listopada generał Mark Clark otrzymał rozkaz przygotowania operacji Shingle – desantu jednej dywizji amerykańskiej w pobliżu Anzio w dniu 20 grudnia 1943. Wkrótce okazało się jednak, że z powodu braku zaopatrzenia data ta jest nierealistyczna i plan operacji odłożono.
Po przejęciu dowodzenia całej kampanii śródziemnomorskiej z rąk Eisenhowera (został on przeniesiony do Londynu, gdzie zajął się planowaniem operacji Overlord) przez brytyjskiego generała Wilsona postanowiono jednak wskrzesić porzucony wcześniej plan desantu i wyznaczono nową datę ataku na koniec stycznia 1944. Miało to także wymiar polityczny i ambicjonalny, rząd brytyjski pragnął w taki sposób podkreślić czynne uczestnictwo Wielkiej Brytanii w wojnie w tym samym czasie, gdy przygotowywano otwarcie „drugiego frontu”, którym miał dowodzić Amerykanin – Eisenhower.

## Plan lądowania
Pierwotny plan Shingle przewidywał lądowanie jednej dywizji, jednak ostatecznie siły alianckie miały się składać z ponad dwóch dywizji piechoty i jednej dywizji pancernej oraz wielu dodatkowych oddziałów. Tuż przed lądowaniem znajdujące się na południu amerykańska 5 Armia i brytyjska 8 Armia miały rozpocząć ofensywę mającą na celu odwrócenie niemieckiej uwagi i odciągnięcie od rejonu lądowania wszystkich możliwych sił niemieckich.
Lucas, któremu powierzono dowodzenie operacją nie ufał ani swoim przełożonym, ani niezbyt dobrze opisanemu planowi dalszych operacji po lądowaniu. Dał temu wyraz w swoim pamiętniku, pisząc, że nie jest pewny sukcesu całej operacji, chyba że otrzyma ona w końcu wymagane wsparcie. Dodał także, że: „Ta operacja z daleka śmierdzi Gallipoli, a ten sam amator, który planował tamtą operację nadal siedzi na ławce trenera”. Z tego powodu po wylądowaniu wojsk zamiast nacierać w kierunku Rzymu rozkazał im umacnianie przyczółka.
„Amator” o którym pisał Lucas, to Winston Churchill, jeden z głównych architektów lądowania pod Anzio, a także jedna z osób odpowiedzialnych za podjęcie zakończonego klęską desantu wojsk alianckich na Gallipoli podczas I wojny światowej.

### Siły morskie
Siły morskie składały się z:
- 5 krążowników,
- 24 niszczycieli,
- 233 okrętów desantowych,

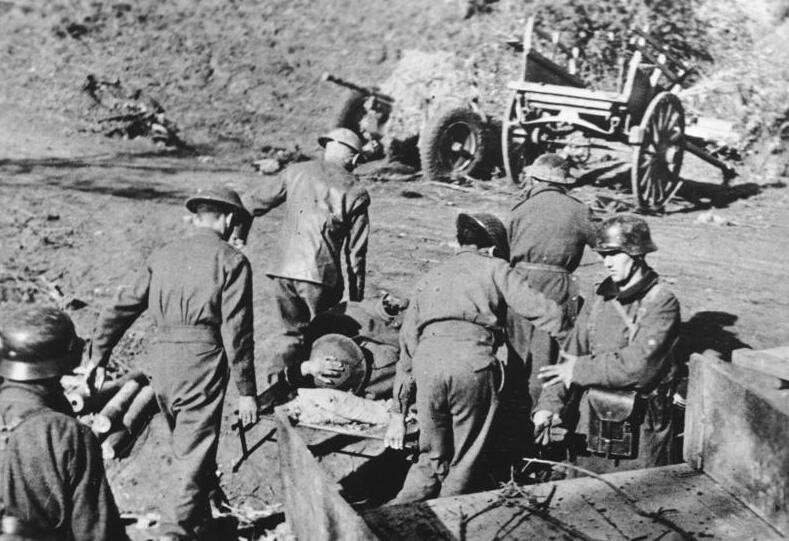
Brytyjscy jeńcy wojenni w pobliżu Nettuno, luty 1944 roku

- ponad 60 innych statków i okrętów.

Jednym z największych problemów logistycznych był brak odpowiedniej ilości okrętów desantowych, ponieważ większość z nich została przydzielona do lądowania w Normandii i pomocniczego lądowania na południu Francji. Pomimo protestów planistów operacji Overlord zdecydowano się użyć okręty przeznaczone do tej operacji, zwracając je nie później niż 15 stycznia, później zmieniono tę datę na 5 lutego.
Brakowało także specjalnych okrętów do przewozu czołgów, LCT – Landing Craft, Tank – początkowo było ich dość tylko na przewiezienie jednej dywizji, dopiero po bezpośredniej interwencji Churchilla podwojono ich liczbę.

### Siły lądowe
Siły lądowe aliantów wynosiły ponad 40 000 żołnierzy i ponad 5000 pojazdów różnego typu. Dodatkowo do wsparcia operacji przeznaczono ponad 2600 samolotów. Wojska aliantów podzielono na trzy grupy:

#### Siły brytyjskie

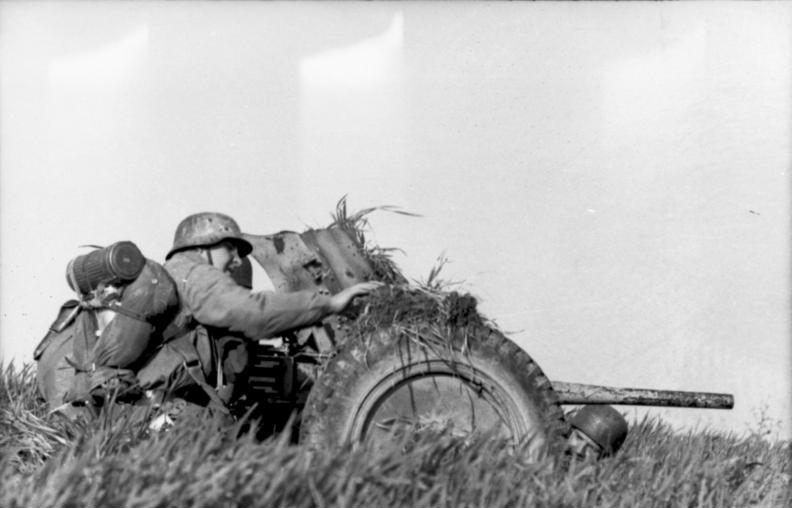
Niemieccy spadochroniarze z działem PaK 36 na pozycji w pobliżu Nettuno

Grupa wojsk brytyjskich, która miała wylądować 10 km na północ od Anzio, składała się z:
- 1 Dywizja Piechoty
- 46 Królewski Pułk Pancerny
- elementy 2 Brygady Specjalnej (komandosi)
- 9 Pułk Komandosów
- 43 Pułk Komandosów Marynarki Wojennej

#### Północno-wschodnie siły amerykańskie
Zadaniem grupy wojsk amerykańskich był atak i zajęcie portu w Anzio. W oryginalnych planach jednostki spadochronowe miały być wykorzystane w ataku powietrznodesantowym na północ od Anzio, ale ostatecznie zrezygnowano z tych planów, grupa północno-wschodnia składała się z:
- 1 Batalion Rangers (komandosów)
- 3 Batalion Rangers
- 4 Batalion Rangers
- 509 Batalion Piechoty Spadochronowej
- 83 Batalion Chemiczny (moździerzy 107 mm)
- 93 Szpital Polowy

#### Południowo-zachodnie siły amerykańskie
Grupa wojsk amerykańskich lądująca 6 km na południe od Anzio składała się z 3 Dywizji Piechoty.

## Atak aliantów

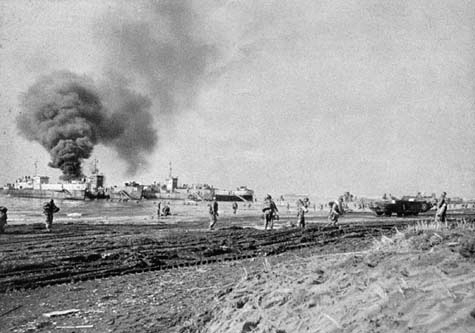
Amerykańscy żołnierze lądują pod Anzio, późny styczeń 1944 roku

Inwazja Anzio rozpoczęła się o godzinie 2:00 w nocy 22 stycznia 1944 i całkowicie zaskoczyła Niemców. Większość wojsk niemieckich, które stacjonowały w tym rejonie, została przesunięta do obrony frontu południowego i dziewięciokilometrowy odcinek plaży przy Anzio broniony był przez nielicznych żołnierzy niemieckich z powodu przesunięcia 29. i 90. dywizji grenadierów pancernych na wzmocnienie Linii Gustawa.
Rangersi bez problemu zdobyli Anzio, a żołnierze 509. batalionu spadochronowego zajęli Nettuno. Opór Niemców był nikły, wszystkie cele pierwszego dnia ataku zostały osiągnięte już do południa i większość jednostek posunęła się znacznie dalej niż planowano. W pierwszym dniu inwazji straty aliantów wyniosły zaledwie 13 zabitych, 97 rannych i 44 zaginionych.
Do północy na przyczółku pod Anzio znalazło się ponad 90% wszystkich sił alianckich, które miały wziąć udział w dalszych operacjach – 36 000 żołnierzy i 3200 pojazdów.
Niemcy nie mieli przygotowanych linii obronnych, ale zniszczyli w okolicy Anzio na terenach tzw. Błot Pontyjskich infrastrukturę odwadniającą i po zarekwirowaniu zapasów chininy i rozplenieniu się komarów przenoszących malarię wybuchła epidemia, która dotyczyła ponad 55 000 samych cywilów. 
Po opanowaniu pierwszego zaskoczenia Niemcy skierowali przeciwko flocie zakotwiczonej blisko brzegu samoloty, które już 23 stycznia zatopiły niszczyciel HMS „Janus", a w późniejszych dniach dalsze okręty. Jednocześnie obsadzili Góry Albańskie jednostkami artylerii, która ostrzeliwała płaskie tereny przyczółka.
Z powodu opóźnienia dalszego natarcia aliantów wkrótce Niemcy skierowali pod Anzio część dywizji, które zamknęły aliantom drogę do centralnej części Półwyspu Apenińskiego. W ciągu 48 godzin od wylądowania pierwszych jednostek sił sprzymierzonych Kesselring rzucił do boju dwie dywizje – zaprawioną w bojach Dywizję Pancerną „Hermann Göring” oraz 4. Dywizję Spadochronową, a następnie jeszcze 3. Dywizję Grenadierów Pancernych oraz 71. Dywizję Piechoty (po jej odtworzeniu w Danii marzec-lipiec 1943). W ciągu kilku dni odcinek w rejonie Anzio został silnie obsadzony przez jednostki niemieckie. 
24 stycznia alianci podjęli energiczne natarcie, które jednak zostało zatrzymane przez wzmocnione siły niemieckie.
W połowie lutego drogę na Rzym zamykało już 8 niemieckich dywizji pod dowództwem generała Eberharda von Mackensena. 16 lutego dowódca niemiecki rozpoczął silne natarcie. 5 dywizji alianckich uratowała aktywna postawa sił lotniczych i morskich, które nieustannym ostrzałem zmusiły Niemców do wstrzymania uderzenia. W ten sposób obie strony stały w miejscu, czekając na pozycjach. Pod koniec lutego i na początku marca Hitler zdecydował się jeszcze raz podjąć próbę zniszczenia VI Korpusu. Amerykanie z 3. dywizji odparli i to uderzenie. Ogółem jednak bilans walk przedstawiał się niekorzystnie dla aliantów. W ciągu pięciu tygodni zmagań sprzymierzeni utracili 6487 zabitych lub rannych. Gen. Lucas zmuszony był opuścić swoje stanowisko, a na jego miejsce przysłano młodszego i bardziej zaradnego gen. L. K. Truscotta.
Bezbłędnie przeprowadzone lądowanie i całkowite zaskoczenie Niemców stanowiło znakomity początek tej kampanii, jednak w następnych dniach szybka i sprawna operacja przeistoczyła się w czteromiesięczną wojnę pozycyjną znaną jako bitwa pod Anzio, która nie przyniosła zamierzonych celów.